# Markus Hasler
Markus Hasler (Eschen, 3 ottobre 1971) è un ex fondista liechtensteinese.
È figlio del ciclista Ewald, a sua volta atleta di alto livello.

## Biografia
In Coppa del Mondo esordì il 29 febbraio 1992 a Lahti (54°) e ottenne l'unico podio il 9 dicembre 2001 a Cogne (3°).
In carriera prese parte a cinque edizioni dei Giochi olimpici invernali, Albertville 1992 (45° nella 10 km, 43° nella 30 km, 36° nell'inseguimento), Lillehammer 1994 (55° nella 10 km, 21° nella 30 km, 30° nella 50 km, 39° nell'inseguimento), Nagano 1998 (20° nella 10 km, 35° nella 30 km, 35° nell'inseguimento), Salt Lake City 2002 (25° nella 30 km, 36° nella 50 km, 12° nella sprint, 26° nell'inseguimento) e Torino 2006 (39° nella 50 km, 11° nell'inseguimento), e a otto dei Campionati mondiali (4° nell'inseguimento a Val di Fiemme 2003 il miglior risultato).

## Palmarès

### Coppa del Mondo
- Miglior piazzamento in classifica generale: 23º nel 1996
- 1 podio (individuale[2]):
  - 1 terzo posto

### Marathon Cup
- Miglior piazzamento in classifica generale: 22º nel 2008
- 1 podio:
  - 1 terzo posto